# МАЗ-501
МАЗ-501 — советский двухосный тягач с полным приводом, специально разработанный для нужд лесной промышленности для транспортировки длинномерных хлыстов. Производился Минским автомобильным заводом с 1956 по 1966 годы. Автомобиль являлся первым в СССР лесовозным автомобилем с полным приводом и разрабатывался на основе агрегатов МАЗ-200. За время производства было выпущено более 17 000 экземпляров.

## История
Разработка МАЗ-501 началась в 1951 году на базе 7-тонного МАЗ-200. Первоначально автомобиль задумывался как военный грузовик, но интерес к нему проявил Минлеспром СССР, который испытывал потребность в мощных лесовозах. Первые опытные образцы были построены в 1953 году и успешно прошли тестирование в реальных условиях эксплуатации.

## Описание
МАЗ-501 оснащался двухтактным дизельным двигателем, механической коробкой передач и двухступенчатой раздаточной коробкой. Особенностью МАЗ-501 была его высокая проходимость благодаря полному приводу и большому клиренсу, а также способность работать в условиях бездорожья и снега до полуметра глубиной. Эти характеристики делали его незаменимым при транспортировке древесины в труднодоступных районах.

## Технические характеристики
МАЗ-501 предназначен для вывозки леса в хлыстах длиной до 30 м с применением роспусков. Автомобиль имел максимальную скорость 50 км/ч и был оборудован силовым агрегатом ЯАЗ-М204А мощностью 120 л.с. при 2000 об/мин.

## Модификации
МАЗ-501В — серийный седельный тягач с колесной формулой 4x4, разработанный на базе лесовоза МАЗ-501. Главное отличие от МАЗ-502 — двускатная ошиновка задних колес. Эта модель использовалась для транспортировки различного груза с использованием полуприцепов.
МАЗ-502 — полноприводный грузовой автомобиль, созданный на базе ЯАЗ-200. Оборудован дизельным агрегатом ЯАЗ-М204В повышенной мощности и предназначался для работы в условиях повышенной проходимости.
МАЗ-502А — модификация МАЗ-502 с лебедкой.
МАЗ-502В — седельный тягач на базе МАЗ-502, использовался с полуприцепами МАЗ-5245Б для перевозки воинских грузов и МАЗ-5245В для транспортировки личного состава.